# S. Cofré
| Asteroides descobertos: 11 | Asteroides descobertos: 11 |
| -------------------------- | -------------------------- |
| 1973 Colocolo [1]          | 18 de julho de 1968        |
| 1974 Caupolican [1]        | 18 de julho de 1968        |
| 1992 Galvarino [1]         | 18 de julho de 1968        |
| 2028 Janequeo [1]          | 18 de julho de 1968        |
| 2654 Ristenpart [1]        | 18 de julho de 1968        |
| 4878 Gilhutton [1]         | 18 de julho de 1968        |
| (5659) 1968 OA1 [1]        | 18 de julho de 1968        |
| (8605) 1968 OH [1]         | 18 de julho de 1968        |
| (17350) 1968 OJ [1]        | 18 de julho de 1968        |
| (27655) 1968 OK [1]        | 18 de julho de 1968        |
| (43722) 1968 OB [1]        | 18 de julho de 1968        |
| 1. 1 com Carlos Torres     |                            |

S. Cofré é ou foi formalmente um astrônoma da Universidade do Chile.[carece de fontes?] Em 1968, co-descobriu o asteroide Gilhutton no observatório astronômico Cerro El Roble.